# 宮澤蓮斗
宮澤 蓮斗（みやざわ れんと、2003年3月18日 - ）は、日本のプロボクサー。愛知県津島市出身。第4代日本ミニマム級ユース王者。松田ボクシングジム所属。かつては蟹江ジムに所属していた。

## 来歴
2021年7月18日のプロデビュー戦は初回TKO勝ち
2022年度中日本ミニマム級新人王として、西日本新人王池田雅史を相手に5回0-2（48-48、47-48×2）判定負けで西軍代表になれなかった。同年12月26日に松田ジムへ移籍。
そして2024年4月25日、後楽園ホールに開催された「Lemino BOXING フェニックスバトル114」のセミイベントで佐伯侑馬と日本ミニマム級ユース王座決定戦を行い、6回にダウンを奪ったのが効いて、8回2-1（76-75×2、75-76）の僅差の判定勝ちを収め日本ユース王座獲得に成功。同年9月25日、後楽園ホールで挑戦者北野武郎と日本ユースミニマム級タイトルマッチを行い、8回0-2（75-77×2、76-76）の判定負けで日本ユース王座初防衛に失敗、王座から陥落した。しかし、宮澤の方が勝っていたと見る関係者やファンが多い試合内容だった。
2025年8月16日、露橋スポーツセンターでIBF世界ミニマム級5位のイアン・アブネとWBC世界ユースミニマム級王座決定戦を行うも、3回に偶然のバッティングで宮澤が鼻上部、アブネが前頭部をそれぞれカットし、続く4回に宮澤が偶然のバッティングで右目上をカットし、ドクターストップで試合続行不可となり4回1分32秒負傷引き分けに終わり、ユース王座は空位のままとなった。

## 戦績
- プロボクシング - 12戦7勝3敗2分（2KO）

## 獲得タイトル
- 2022年度中日本ミニマム級新人王
- 第4代日本ミニマム級ユース王座（防衛0=陥落）